# Gestronella
Gestronella is een geslacht van kevers uit de familie bladkevers (Chrysomelidae).
De wetenschappelijke naam van het geslacht werd in 1911 gepubliceerd door Julius Weise.

## Soorten
- Gestronella centrolineata (Fairmaire, 1890)
- Gestronella convexicollis (Fairmaire, 1897)
- Gestronella latirostris (Gestro, 1909)
- Gestronella lugubris (Fairmaire, 1890)
- Gestronella obtusicollis (Fairmaire, 1897)
- Gestronella valida (Fairmaire, 1897)